# Šumugan
Sumugan o Shumugan era un déu de l'antiga Mesopotàmia, de les planícies i rius i "rei de la muntanya". Enki li va donar el càrrec de les planícies al·luvials del Sud de Mesopotàmia, igual que de la vida animal i vegetal en aquesta zona. També es coneix com a déu del bestiar, en el regne d'Ereshkigal. El pare de Šumugan és Xamaix, el déu del sol, que possiblement deriva del déu Lahar.